# Metoncidus
Metoncidus  (лат.) — род жуков-жужелиц из подсемейства харпалин. Распространены в Южной Америке.
Для представителей данного рода характерны следующие эйдономические черты, отличающие их от других Loxandrina:
- морщинки надкрылий явные;
- третий промежуток надкрылий содержит пять-десять щетинок на апикальной половине или трети;
- переднеспинка шире своей длины, с округлыми боковыми краями.